# Шаришска-Врховина
Ша́ришска-Врховина (словац. Šarišská vrchovina) — горный массив на юге Шариша, часть Подгуольно-Магурской гряды. Наивысшая точка — гора Смрековица, 1200 м. Покрыты в основном буково-еловыми лесами с преобладанием ели. На территории массива находится несколько заповедников. Наиболее посещаемые — Салваторске луки, Шаришски-Градни-Врх и Каменна-Баба.

## Достопримечательности
- Лачновский каньон со скалой Мойжишов Стлп (Моисеев Столб)
- Город Прешов
- Замок Фричовце
- Горнолыжные центры